# Баскаковы
Баска́ковы (Боскаковы) — древний дворянский род.
При подаче документов (04 июня 1686), для включения рода в Бархатную книгу, была предоставлена родословная роспись Баскаковых, жалованная грамота Евдокиму Ивановичу на села и деревни в Долгомоском и Ивановском стане Смоленского уезда (1610) и похвальная грамота Ермолаю Михайловичу Баскакову (1673).
Фамилия происходит от титула баскак — "ставящий печать, наместник хана Золотой орды".

## Происхождение и история рода
Родоначальник рода Амраган (Амыр-хан), в крещении получил имя  Мартын, а прозвище Захарий. Его сын Иван Мартынович, в иноках Пафнутий ( † 1478), причислен к лику Святых (1540). Степан Григорьевич убит в походе на Казань (1486).
Филимон Иванович Баскаков находился воеводой в Казанском походе 1544 года. Илья Иванович Баскаков упоминается в шведском походе 1549 года. Владимир Иванович Баскаков — в Полоцком походе 1551 года. Андрей Иванович Баскаков подписался (1564) во ста рублях в поручной записи по тех боярах, которые ручались за боярина Ивана Большого Васильевича Шереметева, подписался у приговора думы земской о войне с Польшей (1566). Иван Баскаков убит в зимнем Казанском походе 1550 года — и имя его вписано в синодик Московского Успенского собора на вечное поминовение.
Андрей Иванович находился при посольстве, отправленном (1611) из Москвы к польскому королю Сигизмунду, и провел несколько лет в посольском плену. В XVII веке многие из Баскаковых были воеводами. В том же столетии они служили в стряпчих, стольниках и дворянах московских.
Стольник царей Иоанна и Петра Алексеевичей, Григорий Ермолаевич, убит под Азовом в июне 1696 года.
Девять Баскаковых владели населёнными имениями в 1699 году.
Алексей Петрович в XVIII веке, действительный статский советник, был президентом ревизион-коллегии в правление принцессы Анны Леопольдовны. Иван Абросимович (?—1802) был адмиралом при императоре Павле Петровиче.

## Описание герба
В золотом щите червлёный вогнутый меч остриём вверх, между двух лазоревых васильков.
Щит увенчан дворянским коронованным шлемом. Нашлемник: стоящий татарин, обращенный вправо, в золотой одежде и червлёной шапке с меховой опушкой, держит остриём вверх червлёный выгнутый меч. Намёт: справа червлёный с золотом, слева лазоревый с золотом. Герб рода Баскаковых внесён в Часть 12 Общего гербовника дворянских родов Российской империи, стр. 48.

## Известные представители
- Баскаков Евдоким Иванович — пожалована вотчина (1610), воевода в Кузнецке (1623-1625), Пелыме (1632-1635).
- Баскаковы: Евдоким и Андрей Ивановичи — московские дворяне (1627-1629).
- Баскаков Амраган Евдокимов — стольник патриарха Филарета (1627-1629).
- Баскаков Алферий (Олферий) Петрович — воевода в Красноярске (1638-1639), Нарыме (1652).
- Баскаков Станислав Ульянович — письменный голова, воевода в Тобольске (1639-1646).
- Баскаков Фёдор Евдокимович — воевода в Борисоглебске (1618), стольник (1650), воевода в Кузнецке (1651-1652),
- Баскаков Ермолай Михайлович — полковник и голова московских стрельцов (1667), стольник, получил (1673) царскую похвальную грамоту за успешные действия против татарских отрядов под Валуйками и Усердом[1], воевода в Валуйках (1674)[4],
- Баскаковы: Григорий и Пётр Ермолаевичи, Иван Евдокимович, Фёдор Фёдорович — стольники (1680-1692).
- Баскаков Иван Евдокимович — стольник царицы Прасковьи Фёдоровны.[5]